# Joe Fiedler
Joe Fiedler (* 24. März 1965) ist ein US-amerikanischer Posaunist, Arrangeur und Komponist des Modern Creative.
Fiedler arbeitet seit Mitte der 1990er Jahre zunächst in Salsabands, dann auch mit Avantgardemusikern, wie Anthony Braxton, Andrew Hill (A Beautiful Day 2002) oder Charles Tolliver. Ab den 2000er Jahren spielt er u. a. mit Chris Jonas’ The Sun Spits Cherries, der Ed Palermo Big Band, Jason Lindner, Kevin Norton, in der Formation Fast 'N' Bulbous (mit Phillip Johnston) und dem Satoko Fujii Orchestra New York. Daneben leitet er ein Trio mit John Hébert und Mark Ferber, mit dem er zwei Alben vorlegte, darunter ein Albert-Mangelsdorff-Tribut. Anfang der 2010er Jahre arbeitet er mit dem Bläserensemble Big Sackbut, dem auch Ryan Keberle, Josh Roseman und Marcus Rojas angehören.  Gegenwärtig (2017) leitete er ein eigenes Quartett (Joe Fiedler’s Stunt Chicken), mit Jeff Lederer (Saxophone), Sean Conly (E-Bass) und Allison Miller (Schlagzeug). Gegenwärtig (2019) spielt er bei Phillip Johnston & The Silent Six.

## Diskographische Hinweise
- Ben Koen/Ed Ware/Joe Fiedler: 110 Bridge St. (CIMP, 1999)
- Plays the Music of Albert Mangelsdorff (Clean Feed Records, 2005)
- The Crab (Clean Feed, 2007)
- The Potter (2007)
- Sacred Chrome Orb (Yellow Sound, 2011)
- Joe Fiedler's Big Sackbut (2011)
- Live in Graz (2020)
- Fuzzy and Blue (2021)